# Mandarinstare
Mandarinstare (Sturnia sinensis) är en asiatisk fågel i familjen starar inom ordningen tättingar.

## Utseende och läten
Mandarinstare är en 21 cm lång grå, svart och vit fågel. Hanen har beigevit panna och hjässa, den senare ibland blekgrå. Nacke, mantel och rygg är silkesgrå medan övergumpen är beigeockra. Vingarna är mörkbruna eller svarta med en stor vit skulderfläck. Hona och ungfågel är brunare, med mindre eller ingen skulderfläck. Flyktlätet är ett mjukt "preep", varningslätet hårt "kaar", medan sången inte finns beskriven.

## Utbredning och systematik
Mandarinstaren förekommer i sydöstra Kina söder om en linje från östra Yunnan österut till Fujian, inklusive Hong Kong) samt nordöstra och nordcentrala Vietnam (östra Tonkin samt norra och centrala Annam. Utanför häckningstid ses den i sydöstra Kina, Taiwan, Hainan och från norra Vietnam söderut till södra Thailand och österut till Indokina, även fåtaligt på Malackahalvön och i Singapore. Den har även påträffats i Brunei, Indien, Japan, Korea, Myanmar och Filippinerna. Den behandlas som monotypisk, det vill säga att den inte delas in i några underarter.

### Släktestillhörighet
Tidigare placerades den i släktet Sturnus, men flera genetiska studier visar att släktet är starkt parafyletiskt, där de flesta arterna är närmare släkt med majnorna i Acridotheres än med den europeiska staren (Sturnus vulgaris).

## Levnadssätt
Mandarinstaren förekommer i öppet landskap som buskmarker, jordbruksbygd och bebodda områden. Födan består bland annat av insekter, men finns inte dokumenterad i dess häckningsområde. Arten är mestadels trädlevande under häckningen som pågår mellan mars och juni i Vietnam.

## Status och hot
Arten har ett stort utbredningsområde och en stor population med stabil utveckling och tros inte vara utsatt för något substantiellt hot. Utifrån dessa kriterier kategoriserar internationella naturvårdsunionen IUCN arten som livskraftig (LC). Världspopulationen har inte uppskattats.